# Strahlenschutzschiene

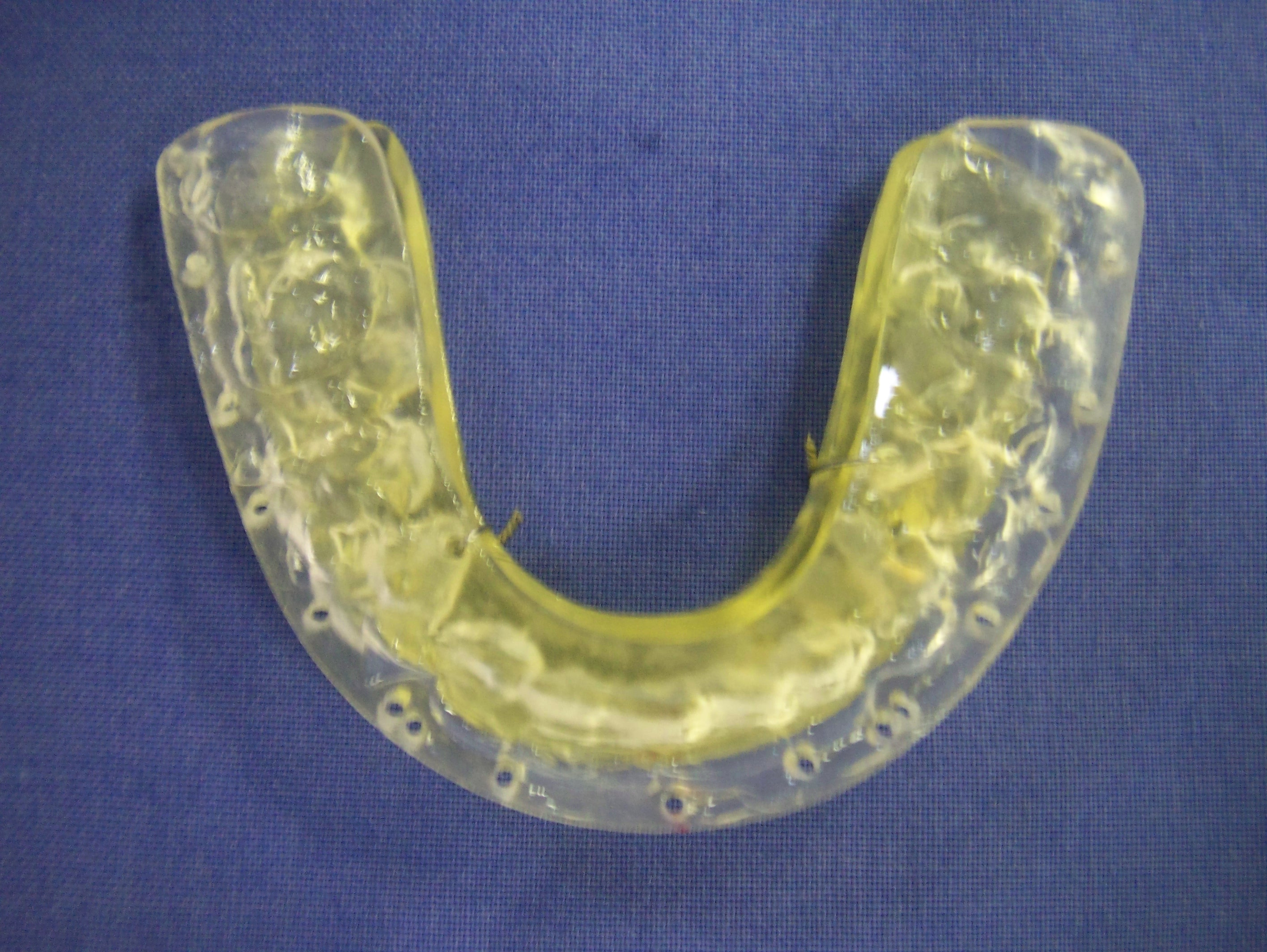
Strahlenschutzschiene

Unter einer Strahlenschutzschiene versteht man in der Zahnheilkunde einen Schleimhautretraktor (lat. retrahere „zurückziehen“), der eine Dosisreduktion an den Mundschleimhäuten bei einer Tumorbestrahlung im Kopf-/Halsbereich bewirkt. Die korrekte Bezeichnung ist Weichgewebsretraktor, da einerseits nicht nur Schleimhäute betroffen sind und andererseits der Begriff der Strahlenschutzschiene den fehlerhaften Eindruck erweckt, dass für die energiereiche Strahlung bei der Strahlentherapie eine Schutzvorrichtung eingesetzt wird.
In der Regel benötigt man je einen Weichgewebsretraktor für den Ober- und Unterkiefer.

## Funktion

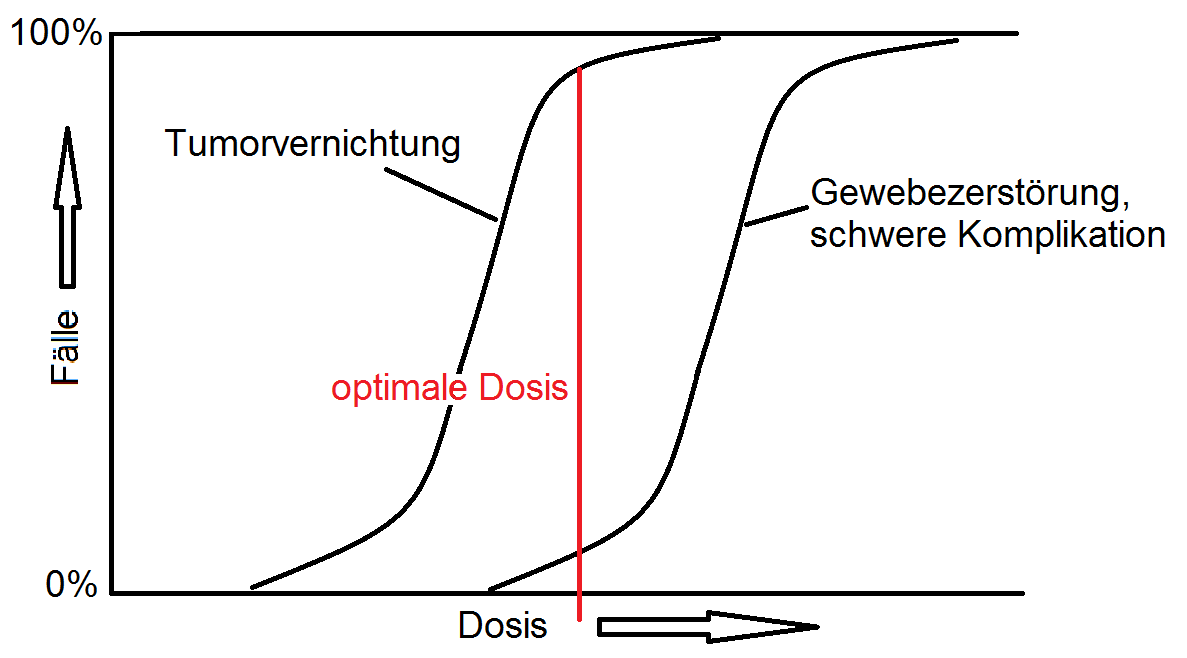
Dosis-Wirkungs-Beziehung

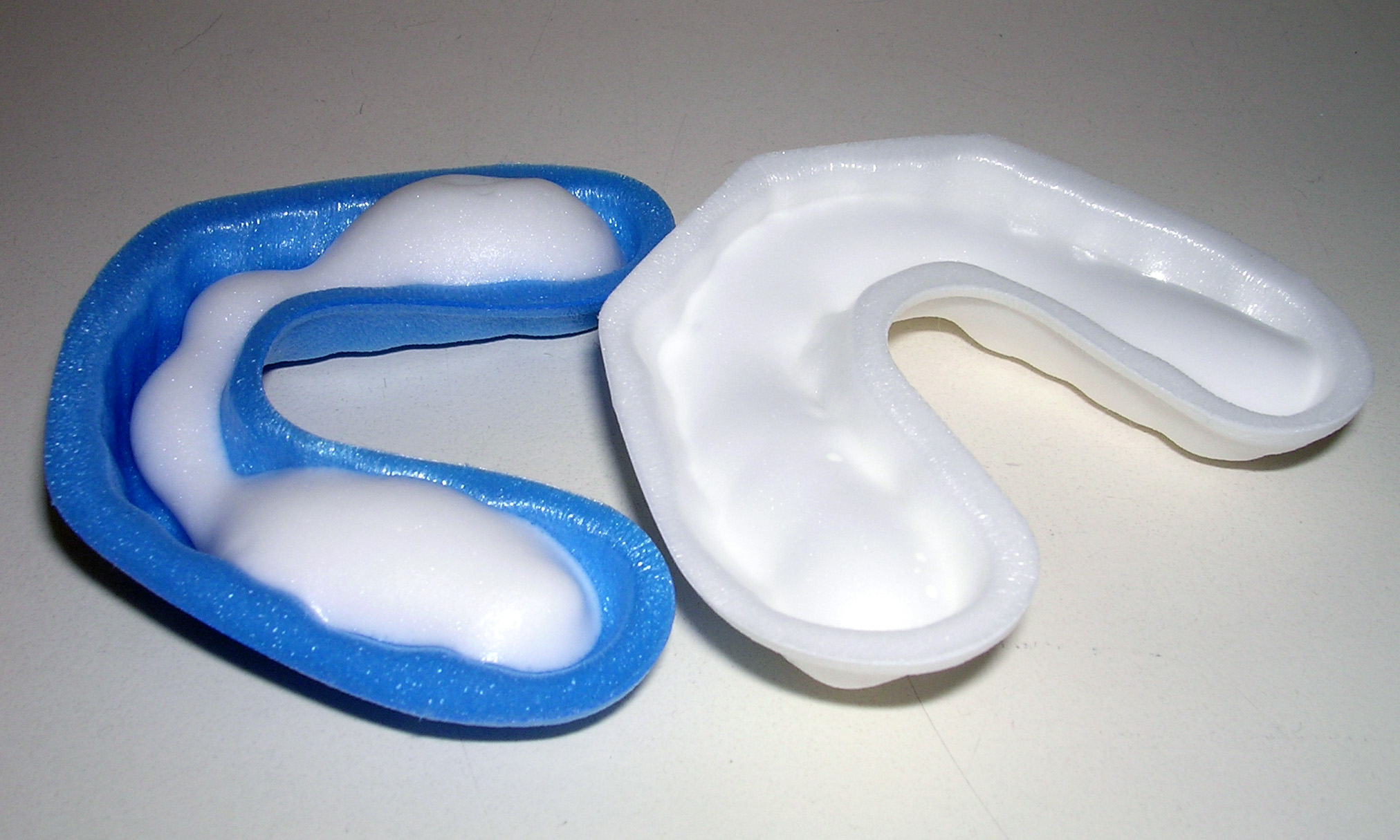
Schienen zur Fluoridierung

Metallische Restaurationen im Mund, wie Kronen und Brücken, erzeugen beim Auftreffen ionisierter Strahlung Streustrahlen, die an unmittelbar anliegenden Schleimhäuten zu einer beträchtlichen Dosiserhöhung führen. Die Wirkung der Bestrahlung beruht auf der Energieübertragung auf das durchstrahlte Gewebe in Streuprozessen. Dabei sind direkte Treffer an für das Zellwachstum wesentlichen Biomolekülen weniger bedeutsam als die Ionisierung von Wassermolekülen. Die entstehenden freien Radikale sind hochtoxisch und reagieren chemisch mit Zellbestandteilen. Die daraus resultierenden Schäden, insbesondere DNA-Doppelstrangbrüche, sind für die zerstörende Wirkung verantwortlich. Die Streustrahlung beträgt beispielsweise bei einer Goldkrone 80 Gy (Gray). Der Weichgewebsretraktor schafft dabei einen Abstand zwischen dem Metall und der Schleimhaut, der zu einer erheblichen Dosisreduzierung der Strahlung an den Schleimhäuten führt. Er ist gewissermaßen ein Abstandshalter. Dabei genügt ein Abstand zwischen drei und fünf Millimetern, was auch der Schichtstärke des Retraktors entspricht. Gemäß dem Abstandsquadratgesetz verringert sich aufgrund der Divergenz ionisierender Strahlung die Dosis pro Fläche mit zunehmendem Abstand vom Fokus. Die Intensität der Strahlung nimmt mit dem Quadrat der Entfernung ab. Wird beispielsweise ein Abstand zwischen einer Goldkrone und der Schleimhaut von 0,5 mm durch den Retraktor auf 3 mm erhöht, also versechsfacht, beträgt die Strahlenintensität der Streustrahlung nur noch etwa 3 % gegenüber einer Bestrahlung ohne Retraktor, also nur noch 2,2 Gy. Die Schiene vermindert die Reaktionen an der Mundschleimhaut, die im zweiten und dritten Drittel einer Strahlentherapieserie entstehen und irreversibel sind. Die entstehende Mukositis ist dabei die bedeutendste unerwünschte, akute Strahlennebenwirkung. Die äußerst schmerzhafte Mukositis stellt die größte Beeinträchtigung der Lebensqualität der Patienten dar und limitiert oft die onkologische Behandlung, wodurch die Tumorheilungschancen verringert werden.
Nachdem es sich um Geräte handelt, die die Auswirkungen einer Streustrahlung durch Metallrestaurationen vermindern sollen, ist ein Weichgewebsretraktor nur in demjenigen Kiefer notwendig, in dem sich Metallrestaurationen befinden. Befinden sich keine Metallrestaurationen im Mund, ist auch kein Weichgewebsretraktor notwendig. Der Weichgewebsretraktor wird nur während der Bestrahlung getragen.
Zwei weitere Tiefziehschienen werden als Medikamententräger hergestellt, um eine Fluoridierung zur Prophylaxe der Strahlenkaries nach der Bestrahlung durchzuführen. Ein Weichgewebsretraktor ist als Medikamententräger nicht geeignet. Ein Weichgewebsretraktor liegt eng an den Zähnen auf. Ein Medikamententräger muss demgegenüber entsprechende Hohlräume zwischen Zähnen und Schiene aufweisen, in die das Medikament eingebracht werden kann.

## Herstellung

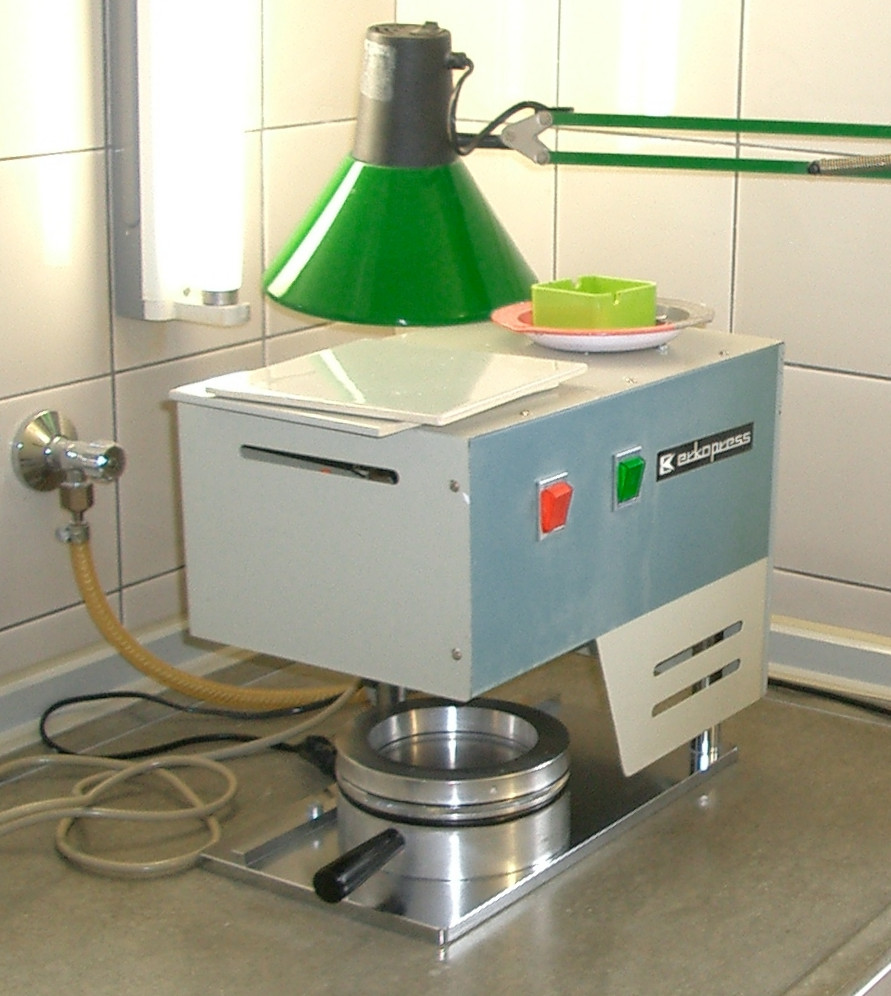
Tiefziehgerät in der Zahntechnik

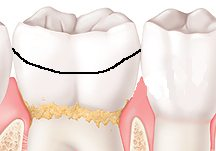
Zahnäquator

Die Herstellung einer Strahlenschutzschiene erfolgt ähnlich der Herstellung einer Aufbissschiene. Zur Anfertigung wird eine Alginatabformung vom Gebiss genommen. Diese wird mit Superhartgips ausgegossen. Auf dem Gipsmodell werden mittels Tiefziehgerät heiße, ca. 3–5 mm dicke EVA-Folien über das Modell mittels Druck oder Vakuum „gezogen“. Dieser Rohling wird nun vom Zahntechniker herausgeschnitten und bearbeitet. Strahlenschutzschienen bestehen aus weichem Schienenmaterial, da die Schienen etwa 5–8 mm über den Zahnhals hinaus das Zahnfleisch abdecken sollten. Es gilt je mehr Schienenmaterial, desto besser die Schutzwirkung.

## Abrechnung
In Deutschland ist die Strahlenschutzschiene keine Vertragsleistung der gesetzlichen Krankenkassen. Krankenkassen übernehmen aber im Einzelfall die  Kosten auf Antrag durch den Zahnarzt. In diesen Fällen erfolgt die Abrechnung gesetzlicher versicherter Patienten je Schiene über die Position K2 (Aufbissbehelf ohne adjustierte Oberfläche) des Bewertungsmaßstabs zahnärztlicher Leistungen (BEMA), die mit 45 Punkten (ca. 43,- €) bewertet ist, zuzüglich Material- und Laborkosten. In allen anderen Fällen erfolgt die Abrechnung der  Schiene privat direkt mit dem Patienten gemäß § 6 Abs. 1 der Gebührenordnung für Zahnärzte („Analogleistung“), da solche Schienen auch in der GOZ nicht verzeichnet sind. Denkbar ist eine Analogberechnung nach der Gebührennummer 700 der Gebührenordnung für Zahnärzte (Eingliederung eines Aufbißbehelfs ohne adjustierter Oberfläche), die mit 270 Punkten bewertet ist (34,93 €, bei Ansatz des 2,3-fachen Satzes), zuzüglich Material- und Laborkosten.